# Успех (дружество)
Акционерно анонимно дружество „Успех“ в Габрово е основано 21 април 1903 г. То се състои от манифактурна фабрика „Фердинанд I“ за производство на вълнени прежди за гайтани и вълнени платове, която е основана на 7 юни 1887 г.
През 1887 г. фабриката е с основен капитал 280 000 лева и с 90 работници. През 1912 г. е с основен капитал 500 000 лева и 190 работници.
Първоначално дружеството произвежда груби прежди за гайтани и шаяци. Преждите се пласират сред отделните производители на гайтани, а шаяците – главно за армията. От 1907 г. до 1910 г. дейността на дружеството се разраства. Закупуват се нови по-съвършени машини от Чехия и Германия, разширява производствените си сгради и започва да внася фини вълни и прежди от Англия. произвежда фини и доброкачествени платове, които изнася главно на турските и румънски пазари, а на вътрешния пазар продава на Министерството на войната, Българските държавни железници, Трудовата повинност и др.
Акционерното дружество се е ръководи от общите събрания на акционерите, а в промеждутъците между събранията от управителен съвет, избиран от общото събрани и между заседанията от директор, назначаван от същия. Директорът представлява дружеството пред външния свят. Общото събрание избира и проверителен съвет, който контролира финансово-счетоводната дейност на дружеството. Първият управителен съвет е в състав: председател – Георги Рашеев и членове – Цанко Добрев, Илия П. Червенаков, В. П. Халачев, Н. Т. Рашеев и Стефан Милков.
На 23 декекември 1947 г. предприятието е национализирано. На 30 юни 1955 г. се влива в Държавно индустриално предприятие „Георги Генев“ в Габрово.
Архивът на дружеството се съхранява във фонд 30К в Държавен архив – Габрово. Той се състои от 94 архивни единици от периода 1890 – 1949 г.